# Вибіркове подрібнення
Вибірко́ве подрі́бнення — процес вибіркового подрібнення аналогічний вибірковому дробленню.

## Загальний опис
Вибірковість руйнування компонентів корисної копалини в процесах подрібнення визначається також подрібнювальним обладнанням: млини, що реалізують способи руйнування роздавлюванням і стиранням, забезпечують меншу вибірковість, ніж млини, що реалізують ударний спосіб руйнування.
Як правило, вибіркове подрібнення здійснюють у барабанних млинах спільно з гідравлічною (повітряною) класифікацією. Для ряду родовищ залізняку (Коршунівське, Дніпровське) встановлено, що в тонких класах спостерігається підвищений вміст заліза. У зв'язку з цим звичайна класифікація була замінена тонким грохоченням, що дозволило підвищити якість концентрату.
У технологічних схемах (Рис. 1) тонкому грохоченню піддають звичайно промпродукти магнітного збагачення в стадії доведення концентрату.

Вузол доведення магнетитового концентрату із застосуванням тонкого грохочення

Крім залізняку, явище вибіркового подрібнення спостерігається в рудах, що містять алмази. Для виділення чорнового алмазного концентрату застосовують млини самоподрібнення.
За допомогою вибіркового подрібнення можливе збагачення графітових руд, компоненти яких мають різну твердість. Твердість графіту по площинах спайності 1 — 2, перпендикулярно ним — 5, кварцу — 7, кальциту — 3. При подрібненні стиранням графіт концентрується в тонких класах, які можна виділити з допомогою грохочення.
Вибіркове подрібнення може бути використане для попередньої концентрації при м'якому стиранні дроблених до крупності 1-5 мм марганцевих, фосфатних, бокситових, талькових руд, пов'язаних з міцнішими породами.
Є дослідження по вибірковому подрібненню руд, що містять золото, олово, та гірничо-хімічної сировини.
У промисловості застосовується сухе і мокре тонке грохочення. Недоліком мокрого грохочення на віброгрохотах є видалення води у підрешітний продукт на початку грохота. У цьому випадку збезводнений матеріал грудкується, що погіршує перебіг процесу класифікації та її результати.
Значний ефект дає грохочення тонких класів у водному середовищі на гідрогрохоті з водяною подушкою (Рис. 2)

Рис. 2. Гідрогрохот

Розділення здійснюється в потоці пульпи, в середині якого міститься нерухоме сито. Вивантаження підрешітного продукту у пульпі створює ефект її підсмоктування і поліпшує виділення тонких класів. Використання жолоба, що звужується, дозволяє одночасно розділяти надрешітний продукт за густиною.
Промислова модель — гідравлічний плоский вібраційний грохот ГПГ-0.75 (F = 0.75 м²) забезпечує виділення класу 0-0.4 мм з питомою продуктивністю 34 т/год.м². Грохот розроблений інститутом «Механобр».
Якщо компоненти корисної копалини, які необхідно розділити, розрізняються за міцністю, то подрібнення слід проводити в режимі, близькому до водоспадного. Корисні копалини, які розрізняються за твердістю, слід подрібнювати в режимі, близькому до каскадного, з переважанням стираючих зусиль і переважним використанням як подрібнюючого середовища самої руди (в режимі самоподрібнення).